# Daniela Ruah
Daniela Sofia Korn Ruah Olsen (Boston, Estados Unidos, 2 de dezembro de 1983), é uma atriz, diretora e apresentadora de televisão portuguesa e americana.

## Biografia
Nascida no seio de uma importante família judaica, filha do médico Moisés Carlos Bentes Ruah (nascido em Lisboa, Portugal a 18 de julho de 1955), primo em segundo grau de Fernando Ulrich, e de sua primeira mulher Catarina Lia Azancot Korn (nascida a 22 de agosto de 1958).
A sua família mudou-se para Portugal quando ela tinha 5 anos, passando a viver em Carcavelos, estudou num colégio inglês, na St. Julian´s School, em Cascais. Devido à sua religião frequentava o centro israelita de Lisboa.
A sua carreira teve início aos 16 anos, no papel de Sara, uma jovem judia, na telenovela Jardins Proibidos, ao mesmo tempo que prosseguia os seus estudos no ensino secundário.
Aos 18 anos de idade, Daniela Ruah partiu para Londres, no Reino Unido, dando início ao seu bacharelato em Artes do Palco na London Metropolitan University.
Regressa a Portugal com o objectivo de desenvolver a sua carreira profissional, destacando-se em papéis de relevo na televisão, cinema e teatro.
Participou no programa da RTP Dança Comigo, versão portuguesa de Dancing with the Stars da ABC (Estados Unidos), tendo sido a vencedora da 1.ª temporada.
Em 2007 foi para Nova Iorque com o intuito de estudar e começar uma carreira internacional.
Estudou no Lee Strasberg Theatre and Film Institute de Nova Iorque, continuando a sua carreira.
Como primeiro trabalho nos Estados Unidos, Daniela Ruah participou no spin-off de NCIS e acompanha a nova série NCIS: Los Angeles como uma das co-protagonistas.
Em 2018 apresentou o Festival Eurovisão da Canção 2018 juntamente com Catarina Furtado, Filomena Cautela e Sílvia Alberto.
No dia 17 de fevereiro de 2023, foi anunciada a sua contratação pela SIC, para apresentar o programa "Os Traidores".

## Vida pessoal
É sobrinha bisneta por afinidade do Capitão Artur Carlos de Barros Basto.
Semanas mais tarde anunciou no programa Alta Definição da SIC que estava grávida de um menino. O bebé nasceu no dia 30 de dezembro de 2013 (11 anos) e chama-se River Isaac Ruah Olsen.

## Trivialidades
Em 2005, foi apresentadora do cinemagazine "Cinebox" da TVI.
Desempenhou a mesma personagem, "Kensi Blye", em três diferentes séries: "NCIS: Investigação Criminal" (2009), "Investigação Criminal Los Angeles" (2009), e "Hawaii Five-0" (2010).
Foi nomeada para os Teen Choice Awards em 2010, na categoria de Melhor Atriz numa série de televisão de ação, pelo seu trabalho em “NCIS: LA”, porém não levou a estatueta para casa.
Foi eleita uma das 100 mulheres mais sexys do mundo, pela revista norte-americana Esquire.
Em 2023, é contratada pela SIC, para apresentar o reality show Os Traidores, no horário nobre do domingo do canal.

## Televisão
| Ano         | Projeto                           | Papel                      | Notas                                                                         | Canal |
| ----------- | --------------------------------- | -------------------------- | ----------------------------------------------------------------------------- | ----- |
| 2000–2001   | Jardins Proibidos                 | Sara                       | Elenco Principal                                                              | TVI   |
| 2001        | Querida Mãe                       | Zezinha                    | Elenco Principal                                                              | SIC   |
| 2001        | Elsa, Uma Mulher Assim            | Mónica                     | Participação Especial                                                         | RTP1  |
| 2001–2002   | Filha do Mar                      | Constança Valadas          | Elenco Principal                                                              | TVI   |
| 2004        | Inspetor Max                      | Verónica Botelho           | Participação Especial Episódio: "Marcas do Passado"                           | TVI   |
| 2005        | Cinebox                           | Ela Própria                | Apresentadora                                                                 | TVI   |
| 2005 - 2006 | Dei-te Quase Tudo                 | Rita Cruz                  | Elenco Secundário                                                             | TVI   |
| 2006        | Dança Comigo (1.ª temporada)      | Ela Própria                | Concorrente (Vencedora)                                                       | RTP1  |
| 2006–2007   | Tu e Eu                           | Daniela Pinto              | Protagonista                                                                  | TVI   |
| 2008        | Casos da Vida                     | Rita                       | Protagonista Episódio: "Passo em Falso"                                       | TVI   |
| 2009        | Guiding Light                     | Gigi                       | Temporada 1, Episódio 15628                                                   | CBS   |
| 2009        | NCIS                              | Agente Especial Kensi Blye | 2 Episódio piloto: "Legend"                                                   | CBS   |
| 2009–2023   | NCIS: Los Angeles                 | Agente Especial Kensi Blye | Co-Protagonista                                                               | CBS   |
| 2011        | Hawaii Five-O                     | Agente Especial Kensi Blye | crossover Episódio: "Ka Hakaka Maika'i"                                       | CBS   |
| 2018        | Festival Eurovisão da Canção 2018 | Ela Própria                | Apresentadora, ao lado de Catarina Furtado, Filomena Cautela e Sílvia Alberto | RTP1  |
| 2021        | A Espia                           | Maria João Mascarenhas     | Protagonista                                                                  | RTP1  |
| 2023        | Os Traidores                      | Ela Própria                | Apresentadora                                                                 | SIC   |

## Cinema
| Ano  | Projeto          | Papel                                          |
| ---- | ---------------- | ---------------------------------------------- |
| 2007 | Canaviais        | Margarida                                      |
| 2008 | Blind Confession | Mulher                                         |
| 2009 | Safe Heaven      | Angela Bowery                                  |
| 2009 | Midnight Passion | Sophie                                         |
| 2011 | Tu & Eu          | Sophie                                         |
| 2012 | Red Tails        | Sofia                                          |
| 2012 | Brave            | Princesa Merida (dublagem/dobragem portuguesa) |
| 2016 | Excuse           | Brenda                                         |

## Streaming
| Ano  | Projeto       | Papel  | Notas             | Canal   |
| ---- | ------------- | ------ | ----------------- | ------- |
| 2023 | Rabo de Peixe | Fátima | Elenco Recorrente | Netflix |

## Prémios
| Ano  | Cerimónia                       | Prémio                    | Filme/Série       | Resultado   |
| ---- | ------------------------------- | ------------------------- | ----------------- | ----------- |
| 2010 | Globos de Ouro (Portugal)       | Atriz Revelação           | –                 | Venceu      |
| 2010 | Teen Choice Award               | Choice TV Actress: Action | NCIS: Los Angeles | Indicado    |
| 2011 | Short Shorts Film Festival      | –                         | Tu & Eu           | Indicado    |
| 2011 | Emmy Award                      | Choice TV Actress: Action | NCIS: Los Angeles | Pré-nomeada |
| 2011 | Celebrity & Stuntwomen's Awards | TV Action Icon Awards     | –                 | Venceu      |